# NGC 6608
NGC 6608 је спирална галаксија у сазвежђу Змај која се налази на NGC листи објеката дубоког неба.
Деклинација објекта је + 61° 17' 55" а ректасцензија 18h 12m 29,2s. Привидна величина (магнитуда) објекта NGC 6608 износи 14,9 а фотографска магнитуда 15,6. NGC 6608 је још познат и под ознакама MCG 10-26-24, FGC 2194, PGC 61556.